# أقدرة (سهند أباد)
أقدرة (بالفارسية: آقدره) هي منطقة سكنية تقع في إيران في قسم سهند أباد الريفي. يقدر عدد سكانها بـ 64 نسمة .